# 井川正治
井川 正治（いかわ しょうじ、1949年9月1日 - ）は、日本の技術者、実業家。ジェイテクト代表取締役社長、型技術協会会長、日本塑性加工学会会長などを務めた。藍綬褒章受章。精密工学会賞受賞。精密工学会フェロー。

## 人物・経歴
岐阜県出身。1975年関西大学大学院工学研究科修士課程機械工学専攻修了、トヨタ自動車工業（現トヨタ自動車）入社。1999年第1生技部長。2000年生技管理部長。2001年取締役貞宝工場長。2003年常務役員三好工場長・衣浦工場長・田原工場長。2005年専務取締役生産技術本部長。2009年ジェイテクト取締役副社長。2010年同社代表取締役社長。2013年同社取締役副会長。
トヨタ自動車では一貫して生産技術部門を担当し、自動車技術の幅広い分野で先駆的な研究開発を行った。学協会活動にも尽力し、2002年から2003年まで型技術協会会長、2008年日本塑性加工学会会長。同年精密工学会フェロー。2012年度（第8回）精密工学会賞受賞。日本塑性加工学会名誉会員。2016年秋の褒章で藍綬褒章受章。パナソニックEVエナジー取締役なども務めた。